# Ferdinand Geib
Georg Ferdinand Geib (* 15. Januar 1804 in Lambsheim; † 1. November 1834 in Pfeffingen) war ein deutscher Jurist und Autor. Als Mitbegründer des Deutschen Preß- und Vaterlandsvereins setzte er sich für die Presse- und Meinungsfreiheit ein und war einer der Mitorganisatoren des Hambacher Festes von 1832.

## Leben und Wirken
In jungen Jahren war er Gymnasiast zu Grünstadt und Speyer. 1821 mit 17 Jahren wechselte er auf die Heidelberger Universität und studierte Rechtswissenschaften, was er an der Universität Erlangen fortführte. Mit 23 Jahren wurde er zum Advokaten am Gericht in Zweibrücken ernannt.
Mit Einsetzen der Französischen Julirevolution 1830 wurde Geib durch seinen vertrauten Freund, den pfälzischen Rechtsanwalt und Abgeordneten Friedrich Schüler politisiert. Er war angetan vom Wirken Johann Georg August Wirths mit seiner liberalen Zeitschrift „Deutsche Tribüne“. Gleichstarken Einfluss übte der „Westbote“, verlegt durch Philipp Jakob Siebenpfeiffer aus. Seine politischen Ansichten wollte er zu jener Zeit nicht durch gewaltsamen Umsturz umsetzen, sondern per Belehrung und Aufklärung in einer freien Presse. Hierzu verfasste er Aufsätze:

„Die öffentliche Meinung soll alles bewirken, sie selbst soll erzeugt und kräftig werden durch die freie Presse; Fürsten und Regierungen sind keineswegs von dieser Belehrung ausgeschlossen, im Gegentheil, auf sie ist es ganz besonders abgesehen. Unsere Überzeugung soll die ihrige werden, haben wir alle eine Überzeugung, dann erfolgt eine Aenderung des bisherigen Zustandes auf dem Weg friedlicher Reform, sie ist ein Bedürfniß, ein Begehren Aller, der Fürsten und Regierungen wie der Einzelnen im Volke. Sind wir nicht im Stande, durch die Macht der Belehrung und dadurch bewirkte Ueberzeugungen auf diesem friedlichen Wege eine Aenderung zum allgemeinen Wunsch, zum allgemeinen Bedürfniß zu machen, nun gut, so bleibt es beim Alten u.s.w.“

1832 begründet Geib den Deutschen Preß- und Vaterlandsverein mit. Er wurde zusammen mit Friedrich Schüler und Joseph Savoye Teil des provisorischen Vorstands. Er tat sich im Zentralkomitee des Vereins hervor, da die beiden Mitvorstände vergleichsweise wenig Zeit aufbrachten. Die Anstrengungen die ihn auch Nachts beschäftigten neben seiner Tätigkeit als Advokat waren mutmaßliche Ursache für seine „Brust“-Erkrankung und frühen Tod. Beteiligt war er seit Anfang des Jahres an der Organisation des Hambacher Fests. Mitte des Jahres 1832 musste er aufgrund seiner Erkrankung die Anstellung als Advokat aufgeben. Er kehrte noch im selben Jahr ins Elternhaus zurück.
1833 gezeichnet von Krankheit, musste er vor der provisorischen Verhaftung, im Zusammenhang mit dem Hambacher Fest, fliehen und gelangte nach Frankreich. Hier nahm er Schriftwechsel zum Generalprocurator auf, um seine Flucht durch Krankheit zu begründen und gleichsam zu beteuern, er würde zum Gerichtsprozess erscheinen, da er von der Gerechtigkeit seiner Sache überzeugt war. Seine Ärzte rieten ihm davon ab sich beim Assisengericht (Schwurgericht), das in Landau in der Pfalz zusammentrat, zu stellen. Im Urteil wurde er am 29. August 1833 in contumaciam („in Abwesenheit des Angeklagten“) freigesprochen. Die Ankläger gingen in Kassation (Revision), welche jedoch erfolglos war. Er ist im Schwarzen Buch der Frankfurter Bundeszentralbehörde (Eintrag Nr. 494) festgehalten. Im Januar 1834 kehrte er ins väterliche Haus zurück. Noch im selben Jahr verstarb er an Schwindsucht.
Der Jurist Karl Gustav Geib war sein jüngerer Bruder.

## Charakteristika Geibs
Ernst Ludwig Heim schrieb 1836 Geib habe seines ungewöhnlichen Rednertalents wegen Achtung am Gericht erworben und der Uneigennützigkeit nach das Vertrauen seiner Klienten genossen. Er habe sich jedoch nicht beglückt gefühlt, die Wissenschaft ließ seinen Geist unbefriedigt und das Gefühl einer gewissen Leere und Oberflächlichkeit des Lebens bildete die Ursache für seine ungewöhnliche Zurückgezogenheit, weshalb Geib „so wenig gekannt und verstanden und auch späterhin so häufig unrecht und falsch beurtheilt worden [sei]“. Das Glück seiner Mitmenschen galt ihm 1832 mehr als das eigene – „seine Seele war zu groß, um von den gewöhnlichen Gefühlen der Liebe und der Freundschaft sich beherrschen zu lassen, er leibte die ganze Menschheit mit gleicher Wärme und der Niedrigste aus dem Volke war sein Freund“.